# Sluis
Sluis este o comună și o localitate în provincia Zeelanda, Țările de Jos.

## Localități componente
Aardenburg, Breskens, Cadzand, Draaibrug, Eede, Groede, Heille, Hoofdplaat, IJzendijke, Nieuwvliet, Oostburg, Retranchement, Schoondijke, Sint Anna ter Muiden, Sint Kruis, Sluis, Terhofstede, Waterlandkerkje, Zuidzande, Zwindorp